# 뉴멕시코 스코피언스
| 뉴멕시코 스코피언스     | |
| 콘퍼런스                | 서던 콘퍼런스 (2007년~2009년)                                                                             |
| 디비전                  | 사우스웨스트 디비전 (2001년~2002년) 노스웨스트 디비전 (2003년~2005년) 사우스웨스트 디비전 (2006년~2007년) |
| 설립연도                | 1996년 2001년(CHL 가입)                                                                                   |
| 해체연도                | 2009년 |
| 역사                    | 뉴멕시코 스코피언스 (1996년~2009년)                                                                       |
| 경기장                  | 팅글리 콜리시엄 산타아나 스타 센터                                                                        |
| 연고지                  | 뉴멕시코주 앨버커키 뉴멕시코주 리오랜초                                                                   |
| 상징색                  | 빨강, 검정, 금                                                                                            |
| 정규시즌 우승           | WPHL : 1 (1996)                                                                                           |
| 콘퍼런스 우승           | - |
| 디비전 우승             | 1 (2007)                                                                                                  |
| 레이 미론 프레지던트 컵 | - |
| 영구 결번               | - |

뉴멕시코 스코피언스(New Mexico Scorpions)는 미국 뉴멕시코주 앨버커키/뉴멕시코주 리오랜초를 연고지로 하는 2001년부터 2005년까지, 2006년부터 2009년까지 CHL 소속 아이스 하키팀이 있었다.

## 역대 홈경기장
| 경기장              | 사용기간      | 수용인원 | 장소                | 비고 |
| ------------------- | ------------- | -------- | ------------------- | ---- |
| 뉴멕시코 스코피언스 |               |          |                     |      |
| 팅글리 콜리시엄     | 1996년~2006년 | 11,571명 | 뉴멕시코주 앨버커키 | 빈칸 |
| 산타아나 스타 센터  | 2006년~2009년 | 6,000명  | 뉴멕시코주 리오랜초 | 빈칸 |